# Dehesa

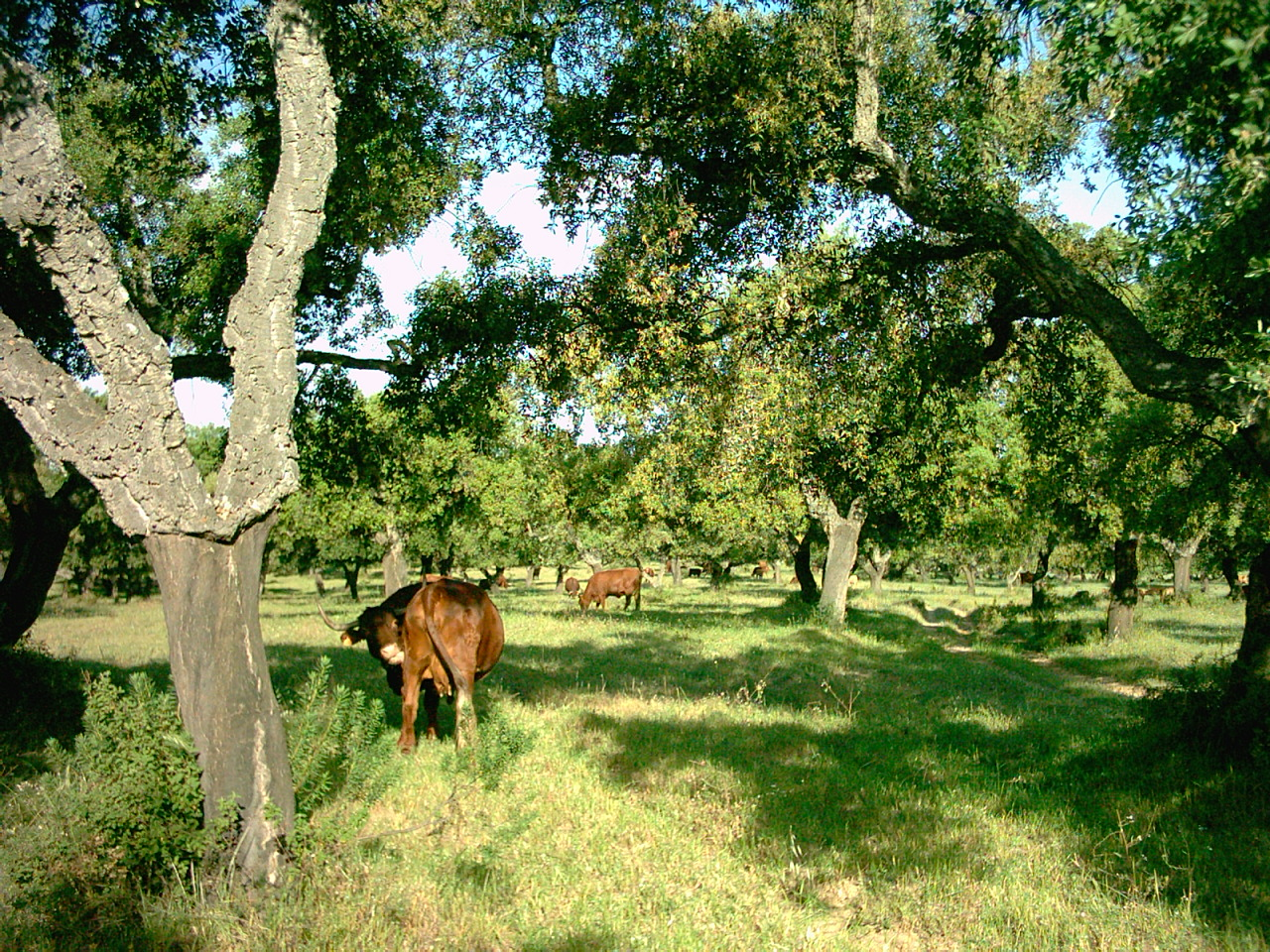
Una dehesa a Bollullos Par del Condado (provincia di Huelva).

L'espressione spagnola dehesa indica un bosco formato da lecci, sughere o altre specie, con uno strato inferiore di pascoli o matorral, con una forte influenza umana. Il termine in lingua portoghese per designare questo tipo di ecosistema è montado. Tipica della parte meridionale ed occidentale della Penisola Iberica, è generalmente destinata all'allevamento del bestiame, alla caccia e allo sfruttamento di altri prodotti forestali (legna, sughero, funghi, ecc.). È un esempio tipico di sistema agroforestale. 
In Italia i termini difesa, defensa e defenza hanno un significato analogo e sono presenti in diversi toponimi.

## Natura

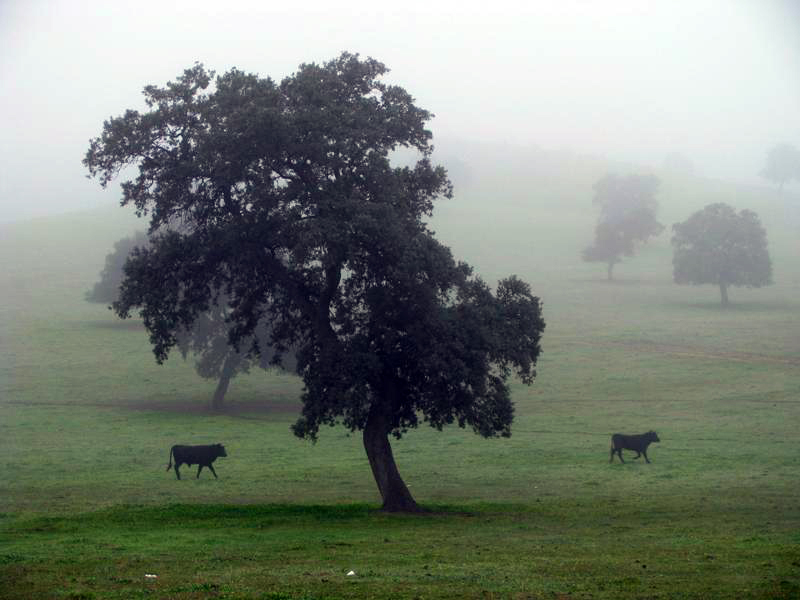
Dehesa con allevamento di tori nella zona di Baños de la Encina (provincia di Jaén).

La dehesa è un ecosistema derivato dal bosco mediterraneo, costituito da specie arboree del genere Quercus (leccio, sughera) o altre specie come il faggio o il pino e uno strato erboso per il pascolo del bestiame.

## Importanza

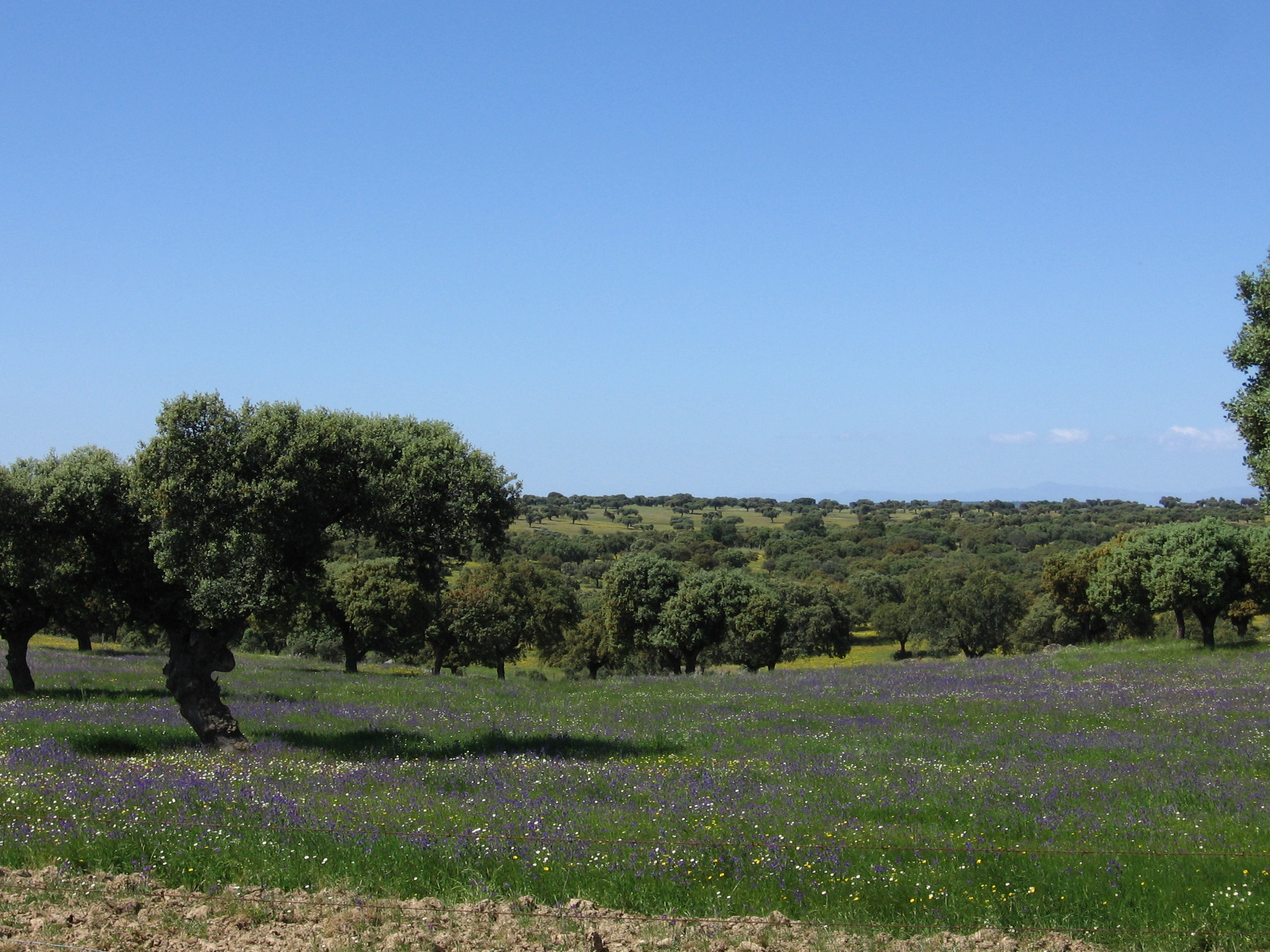
Dehesa in Estremadura.

Il sistema della dehesa ha una grande importanza socioeconomica nella Penisola Iberica, sia per la sua estensione che per favorire il legame tra la popolazione rurale ed il territorio, offrendo una forte alternativa all'emigrazione.

## Contesto economico
Riguarda zone che possono essere definite economicamente marginali, sia per una vocazione agraria limitata dovuta alla scarsa qualità del suolo, sia per la mancanza di un tessuto industriale adeguato, ma con isolate industrie agroalimentari di piccole dimensioni.

## Estensione nella Penisola Iberica

Estensione delle dechesa nella penisola iberica

L'estensione della dehesa varia a seconda degli autori, ed è compresa tra i due ed i quattro milioni di ettari (tra 20.000 e 40.000 km2), principalmente nel sud-ovest e nell'ovest: Provincia di Cordova, Provincia di Salamanca, Estremadura, Provincia di Huelva, Sierra Norte de Sevilla, pedemonte del Sistema Centrale in Spagna (specialmente nella zona di Talavera de la Reina), Alentejo e Algarve in Portogallo.

## Ladehesa boyal
Un caso particolare di dehesa è la dehesa boyal, abbondante in Spagna, costituita da terreni comuni dei paesi dove gli abitanti potevano pascolare liberamente il bestiame.